# 엘리사 슬롯킨
엘리사 블레어 슬롯킨(Elissa Blair Slotkin, 1976년 7월 10일 ~ )는 미국의 정치인이다.

## 학력
- 코넬 대학교 사회학 인문사회 학사
- 컬럼비아 대학교 외교학 국제 문제 석사

## 경력
- 2019.01 ~ 2023.01 제116·117대 미국 미시간 제8구 연방하원의원
- 2023.01 ~ 2025.01 제118대 미국 미시간 제7구 연방하원의원
- 2025.01 ~ 제119대 미국 미시간 연방상원의원

## 역대 선거 결과
| 선거명      | 직책명                      | 대수  | 정당   | 득표율 | 득표수      | 결과 | 당락                   |
| ----------- | --------------------------- | ----- | ------ | ------ | ----------- | ---- | ---------------------- |
| 2018년 선거 | 하원의원 (미시간 제8선거구) | 116대 | 민주당 | 50.61% | 172,880표   | 1위  | 미시간주 하원의원 당선 |
| 2020년 선거 | 하원의원 (미시간 제8선거구) | 117대 | 민주당 | 50.88% | 217,922표   | 1위  | 미시간주 하원의원 당선 |
| 2022년 선거 | 하원의원 (미시간 제7선거구) | 118대 | 민주당 | 51.73% | 192,809표   | 1위  | 미시간주 하원의원 당선 |
| 2024년 선거 | 상원의원 (미시간 제1부)     | 119대 | 민주당 | 48.64% | 2,712,686표 | 1위  | 미시간주 상원의원 당선 |